# Ado (érsek)
Vienne-i Ado (latinul: Ado Viennensis, franciául: Adon de Vienne; 800 körül – Vienne, 874. december 16.) a lotaringiai Vienne érseke, latin nyelven író középkori frank történet- és levélíró. Fő műve a Chronicon sive Breviarium chronicorum de sex mundi aetatibus de Adamo usque ad annum 869 (Krónika, avagy krónikák összefoglalása a világ hat korszakáról, Ádámtól egészen a 869. évig).

## Élete és működése
Nemesi családba született. Gondos nevelésben részesült: családja először Sigulfhoz, Ferrières apátjához, majd 
Marcwardhoz, Prüm apátjához küldte tanulni. Marcward 853-ban bekövetkező halála után Ado Rómába ment, ahol közel öt évig tartózkodott, majd innen innen Ravennába utazott. Ezt követően Remigius, Lyon érseke a Vienne melletti Saint Romain parókiáját juttatta neki 859-ben. 860 augusztusában vagy szeptemberében Vienne érsekévé választották, Girart de Rousillon, Párizs grófja és neje, Bertha tiltakozása ellenére. Érseki működése alatt részt vett a Tousyban tartott zsinaton 860. október 22-én, valamint elnökölt egy vienne-i zsinaton 870-ben. 874 december 16-án halt meg, a vienne-i Szent Péter-templomban temették el. Szentként tisztelik, emléknapja december 16.
Krónikája Beda Venerabilisra támaszkodik. Forrásait az a szemlélet egyesíti, hogy a történelmet a Római Birodalom nyugati ogfolytonosságára építi fel: Nagy Károly VI. Konstantin császár és Iréné császárné után következik a birodalom uralkodóinak sorába.
Ado ezen túlmenően írt egy könyvet Vienne-i Szent Bernard csodáiról (Miracula), Vienne-ei Desiderius mártíromságáról, valamint Vienne-i Szent Theudericus életéről.

## Fordítás
- Ez a szócikk részben vagy egészben  az   Adon de Vienne című francia Wikipédia-szócikk ezen változatának fordításán alapul.  Az eredeti cikk szerkesztőit annak laptörténete sorolja fel. Ez a jelzés csupán a megfogalmazás eredetét és a szerzői jogokat jelzi, nem szolgál a cikkben szereplő információk forrásmegjelöléseként.